# Pieve

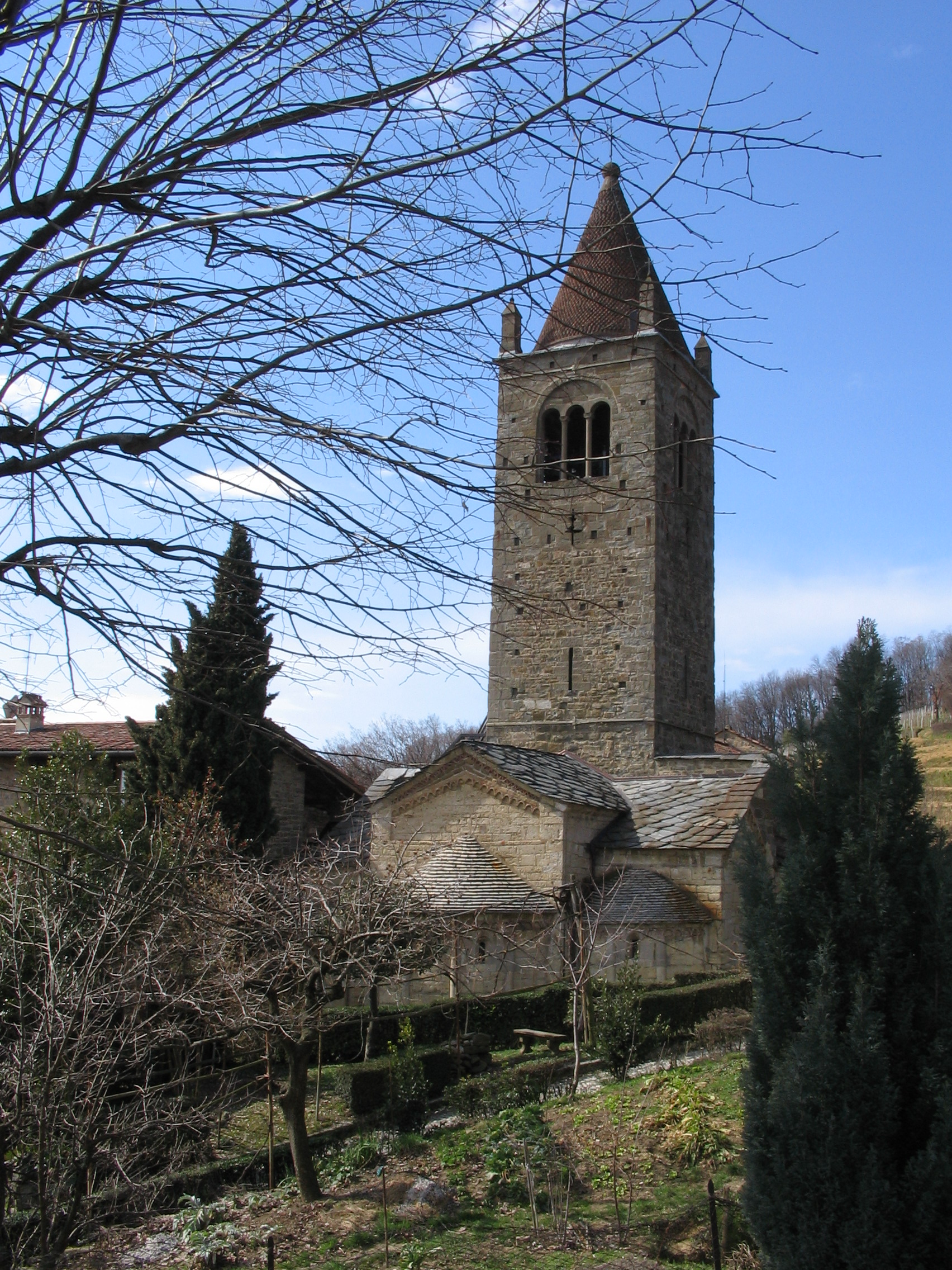
Abbazia di Sant'Egidio (XI secolo) a Sotto il Monte Giovanni XXIII

Pieve di S.Stefano in Candelara, Pesaro

Una pieve (dal latino plebs, "popolo") è un luogo di culto cattolico. Con questo termine si indicava nel Medioevo anche una comunità di fedeli ed il territorio su cui la pieve esercitava la propria giurisdizione. Nell'Alto Medioevo ad esse erano riservate le funzioni liturgiche più importanti per la comunità poiché erano le uniche chiese dotate di battistero. Per questo la pieve era chiamata «chiesa matrice»: da essa dipendevano le chiese e le cappelle prive di battistero. Dal Basso Medioevo le funzioni proprie della pieve passarono alla parrocchia.

## Storia

### Origini
Il termine pieve deriva direttamente dal latino plebs (= "plebe", accusativo plebem). Con la progressiva affermazione del cristianesimo, il termine passò a indicare la comunità dei battezzati compresa entro una circoscrizione territoriale. In età romana, una pieve poteva sorgere sia in città che in campagna.
Dopo la caduta dell'Impero Romano e il graduale disfacimento delle istituzioni e delle strutture poste a governo del territorio, l'amministrazione delle pievi passò in gran parte alle autorità religiose, sia nelle aree di campagna sia nei centri abitati di una certa importanza, o perché sedi di mercato o in quanto sedi amministrative o stazioni di posta, oppure ancora insediamenti agricoli di dimensioni maggiori. Il maggiore sviluppo di questa organizzazione territoriale si ebbe in zone in cui l'autorità centrale era più debole, spesso di difficile accesso. 

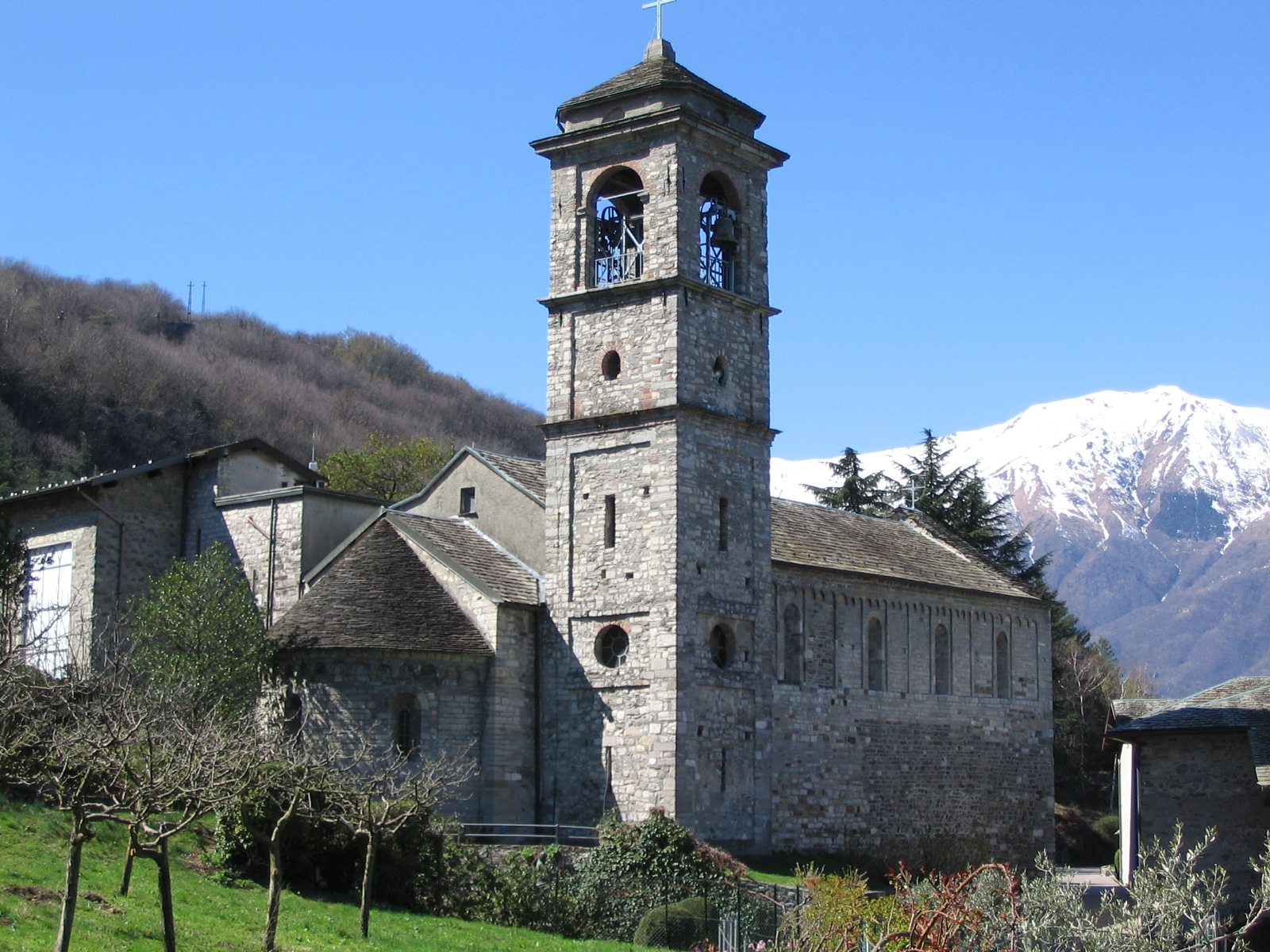
Priorato di Piona del XII secolo a Colico

Con l'arrivo dei Longobardi, il termine plebs passò a indicare le popolazioni soggette, tenute a pagare tributi ai conquistatori, i quali, viceversa, si raggruppavano nelle "fare". Il termine passò dunque a caratterizzare la contrapposizione culturale e sociale fra i sudditi "romani" e la classe dominante longobarda. In Lombardia questi raggruppamenti presero il nome di pievi, corti o squadre.

### Le pievi ecclesiastiche
La diffusione delle pievi ecclesiastiche iniziò nel VI secolo, con la scomparsa dell'organizzazione statale romana. In seguito al progressivo disfacimento dell'Impero, le proprietà delle pievi passarono ai vescovi. Nelle zone dove la centuriazione romana non era ancora stata cancellata dal tempo, le pievi ecclesiastiche furono erette in corrispondenza di un punto prestabilito: il quintario, ovvero la strada, più larga delle altre, che veniva tracciata ogni cinque lotti del reticolato centuriale.
La pieve, oltre ad essere il nucleo dell'organizzazione ecclesiastica delle campagne, ereditò le funzioni civili e amministrative del municipio romano, assumendo il ruolo di "centro" del territorio di competenza. Il pievano, infatti, oltre ad essere il governatore delle anime, assolveva funzioni civili e amministrative: teneva i registri delle nascite, custodiva i testamenti e gli atti di compravendita dei terreni. Le pievi si occupavano di riscuotere i tributi e raccogliere le decime. Inoltre, esse coordinavano i lavori concernenti la difesa del territorio: bonifiche, opere di canalizzazione, ecc. La pieve, quindi, era sia centro religioso che entità territoriale (Plebs cum capellis et decimis: la pieve funge da chiesa matrice; le cappelle sono i centri religiosi minori da questa dipendenti). Le chiese della pieve erano spesso dotate di un proprio ospedale; il sagrato costituiva anche luogo di mercato. Questo fenomeno interessò una vasta area comprendente tutto il Nord Italia e parte del centro fino alle Marche, Umbria e Toscana, oltre all'isola di Corsica e alla Sardegna, in particolare il giudicato di Torres. Il modello di organizzazione territoriale plebana continuò a svolgere la propria funzione storica sino all'inizio del secolo XII.

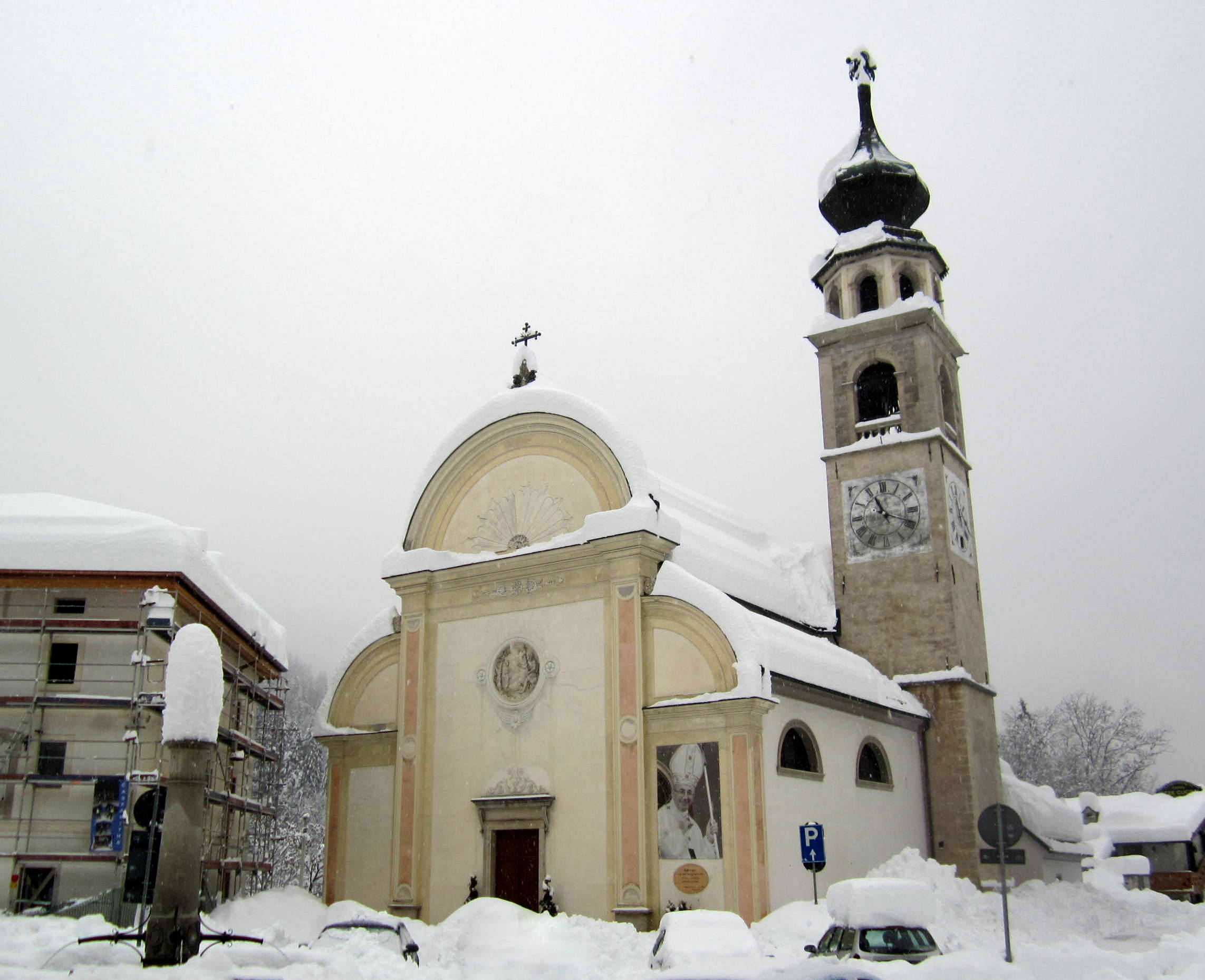
La plebana di san Giovanni Battista a Canale d'Agordo (BL).

Tra il IX e il X secolo, le pievi cominciarono ad essere dotate di campanili (tale elemento non esisteva nelle chiese paleocristiane e bizantine), contribuendo, in alcuni casi, alla modifica dei connotati strutturali degli edifici. Il campanile era posto a breve distanza dai muri della chiesa. Era molto più alto della chiesa e, sulla sua superficie, invece di avere finestre, era dotato di feritoie: il campanile aveva spesso la funzione di torre di avvistamento, per segnalare il pericolo (incursioni di nemici o l'esistenza di eventuali incendi). La funzione religiosa delle pievi era essenziale nell'Italia poco urbanizzata dell'Alto Medioevo: per chi abitava lontano dai centri urbani, era l'unico luogo di culto in cui si potevano amministrare tutti i sacramenti, a partire dal battesimo. Originariamente, infatti, il rito del battesimo veniva celebrato solo nelle cattedrali, cioè nelle città. Soprattutto nelle regioni dell'Italia settentrionale e in Toscana, il termine passò quindi ad indicare le chiese dotate di fonte battesimale (anche chiamate "chiese battesimali"). 

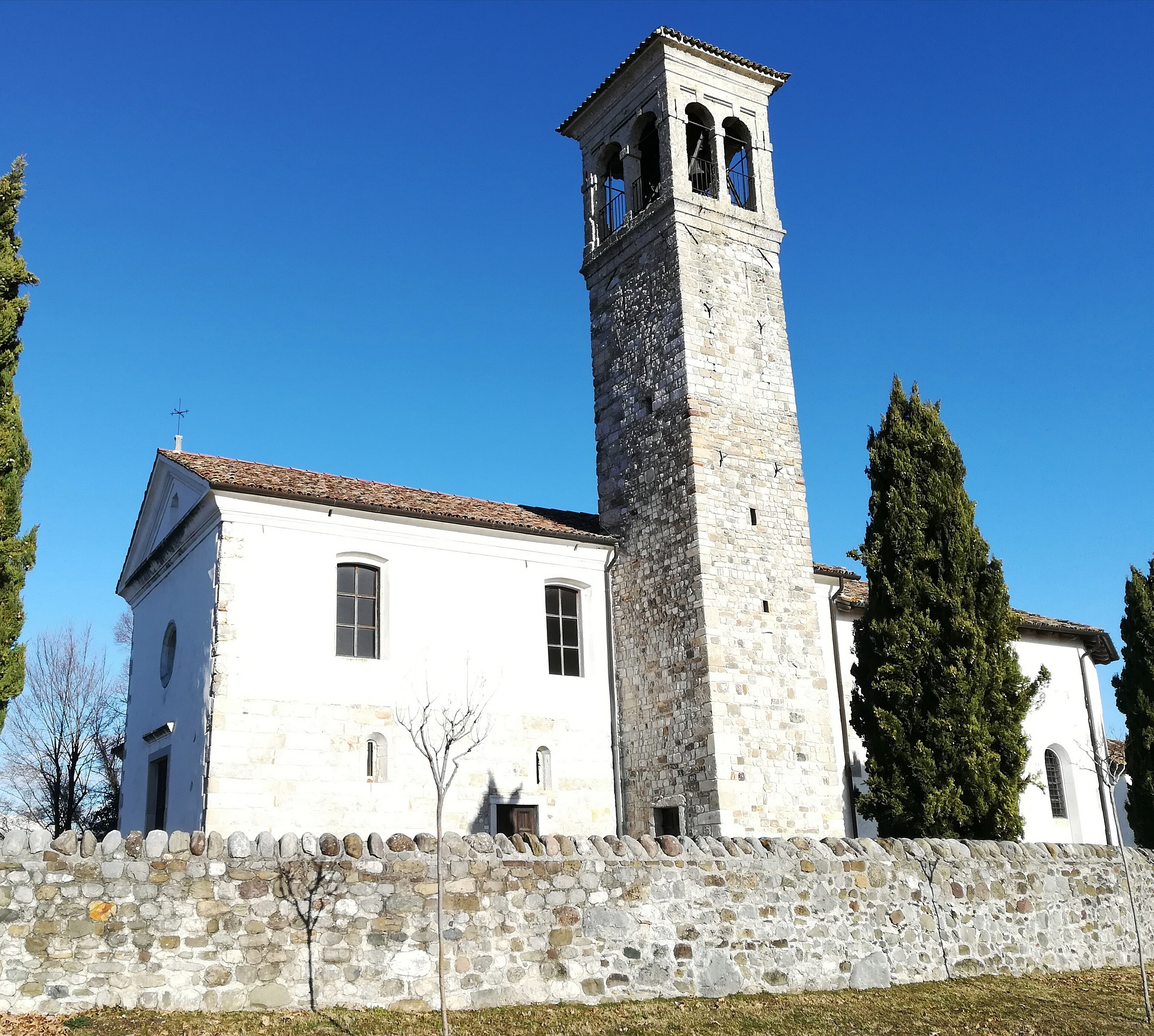
La pieve di San Martino a Rive d'Arcano (UD).

Attorno al X secolo, cominciò l'utilizzazione del termine "pieve" con significato di "centro di una circoscrizione ecclesiastica". 
Alla pieve facevano spesso riferimento villaggi (o "ville") circonvicini, dotati anche di propria chiesa (cappella) e cappellano curato (sacerdote vicario officiante), comunque soggetto al pievano. In queste cappelle si svolgevano tutte le normali funzioni liturgiche, tranne il battesimo. I vicari (del pievano), in epoca medioevale, vivevano in comunità, in una casa detta canonica ed erano chiamati "canonici" (da canone, elenco dei ministri di una chiesa) e raggiungevano le chiese soggette per la messa festiva e l'insegnamento della dottrina. In virtù di questo stile di vita comunitaria da parte dei sacerdoti, le chiese plebane vennero spesso definite "collegiate". Il sacerdote a capo di ogni pieve veniva definito arciprete ("capo prete") oppure, a partire dall'XI secolo, prevosto (ossia "posto a capo").
In seguito, i sacerdoti si stabilirono presso le chiese succursali delle ville, che in molti casi si erano nel frattempo dotate di una fonte battesimale e di un cimitero ("curazie"), in qualità di curato, dando inizio al processo di formazione delle parrocchie (il passaggio dalle pievi alle parrocchie, inizia nei primi decenni del 1100).

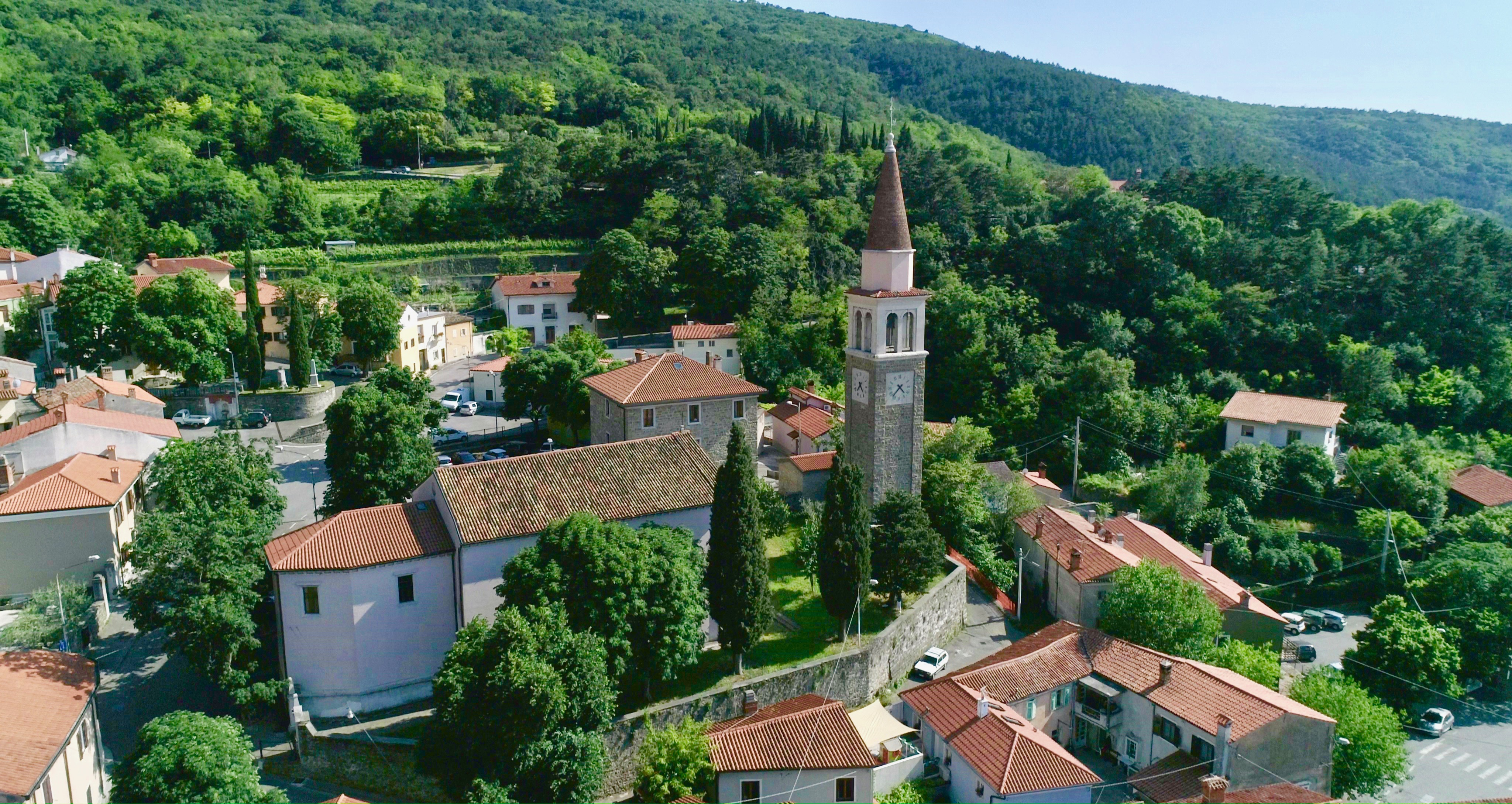
L'antica Pieve matrice di Sant'Ulderico a Dolina / San Dorligo della Valle (TS)

Nel Basso Medioevo, a seguito di queste trasformazioni, la pieve perse le funzioni civili e scese a una dimensione esclusivamente religiosa. Il termine plebs passò a indicare il territorio dell'antica circoscrizione facente parte di una chiesa battesimale. Un'eccezione a questo processo è rappresentata dalla Corsica, dove la pieve ha costituito la principale divisione amministrativa dell'isola sin dal Medioevo, ed è rimasta fino al 1790 (quindi già dopo l'inizio dell'amministrazione francese). Le pievi sono state sostituite in seguito dai cantons, che spesso ne ricalcano i confini.

#### Area lombarda

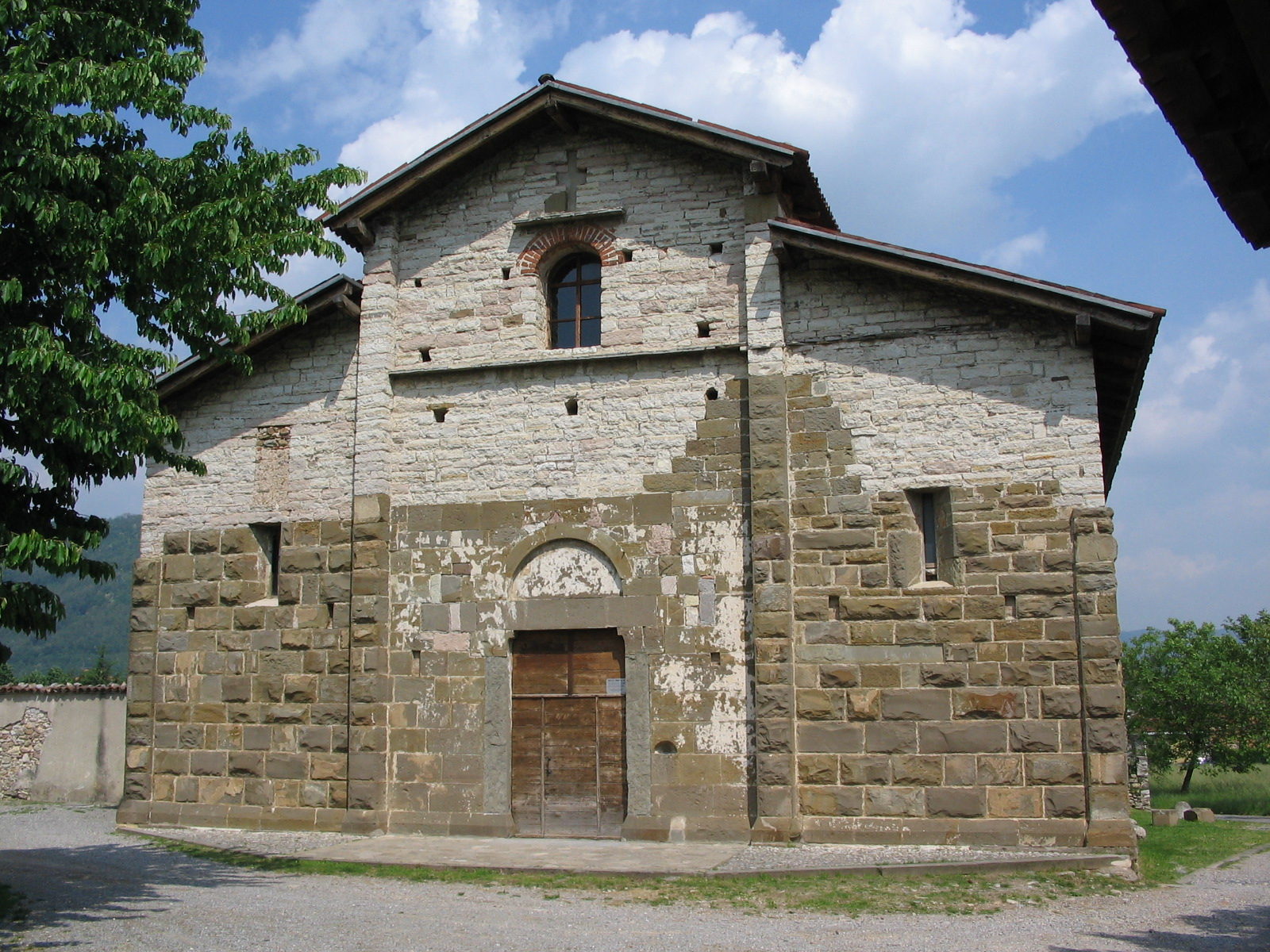
Pieve di San Giorgio del XII secolo ad Almenno San Salvatore (BG).

Nell'area milanese e lombarda in genere le prime pievi furono dedicate a santi martiri venerati già in epoca romana (V-VI secolo), ovvero universalmente noti, o conosciuti nel territorio lombardo. 
Alcune delle pievi più antiche portano il titolo di San Pietro apostolo. Altre pievi sono dedicate alla Madonna e al Salvatore, come la pieve di Lemine (Almenno San Salvatore) nella bergamasca. 
A un periodo successivo all'arrivo dei Longobardi risalgono invece le pievi dedicate ai santi da essi tipicamente venerati. L'elenco delle pievi della diocesi di Milano del XIII secolo si può ricavare dal Liber Notitiae Sanctorum Mediolani, opera di Goffredo da Bussero che stilò l'elenco delle chiese, degli altari e dei santi a cui essi erano dedicati.

## I toponimi
Dal termine derivano molti toponimi come Pieve di Cento, Pieve di Bono, Pieve Fosciana, Pieve Ligure, Pieve di Soligo, Pieve di Cadore, Pieve d'Alpago, Pieve Santo Stefano, Pieve Emanuele, Pieve del Cairo, Pieve Porto Morone, Pieve Tesino, Città della Pieve, Pieve di Caminino, ed altri.